# OHKサンデーフラッシュFNN
『OHKサンデーフラッシュFNN』（オーエイチケーサンデーフラッシュエフエヌエヌ）は、岡山放送で日曜早朝に放送されていたニュース番組で、『産経テレニュースFNN』→『FNNニュース』のタイトル差し替え番組である。かつては『OHKサンデーモーニングFNN』と題して放送されていた。 2019年7月7日から、キー局と同様、FNNニュースに改められた。

## 放送時間
- 日曜 6:00 - 6:15
  - 2007年4月にローカルニュース枠を設置。昨夕の『OHKスーパーニュースWEEKEND』を担当していたアナウンサーが担当。

## タイムテーブル
- 6:00 オープニング（15秒）・全国ニュース
- 6:08 岡山・香川のニュース
- 6:09 全国の天気予報
- 6:10 岡山・香川の天気予報
- 6:12 エンディング（15秒）